# 카일 브로플로브스키
카일 브로플로프스키(Kyle Broflovski)는 《사우스 파크》 만화영화 시리즈에 나오는 가상의 등장인물이다. 카일의 목소리는 시리즈의 공동 제작자인 맷 스톤이 맡았다. 카일은 《사우스 파크》의 네 명의 중심인물 중 한 명이다. 맷 스톤은 카일이 자신의 어린 시절에 약간 기반을 두고 있다고 주장하였다. 카일이 말하는 가장 주목할 만한 문구는, "You Bastard(s)!"이다. (스탠의 "오 세상에, 너/그들/우리가 케니를 죽였어!"를 좇아서 말한다.), 그리고 "나는 오늘 일에 대해서 많은 것을 배웠어."(대부분 에피소드 끝부분에 말한다.)도 있다. 카일은 유대인이고, 유대인이란 것에 대해서 혼란스러워 하거나 화가 나있다. (사실 유대인이란 것에 대해 딱히 부정적이진 않다. 하누카를 당연히 여기고 종교캠프도 가며, 같은 유대인을 my people이라고 부르는 등 집단적 의식도 강하며 유대인이란 사실에 혼란스럽거나 화가나있단 말은 맞지않아보인다. 외려 유대인이란 사실 보단 태생적으로 (...)뉴저지 출신임이 더 혼란스러운듯. 또한 전형적인 유대인의 부정적인 면모를 탈피하기 위해 노력하는 모습이 보인다.) 그리고 카일은 그의 주먹을 꽉 쥐고, 으르렁거리거나 화를 내는 경향이 있다. 카일과 에릭 카트먼은 같은 AB, RH- 형이다.
카일은 다른 아이들보다 더 도덕적인 기준이 높은 편이다. 또한 카일은 그의 친구들보다 더 높은 점수를 받고, 다른 애들보다 더 논리적인 경향을 띤다. 카일이 그의 친구들보다 더 이성적이며, 보통 에릭 카트먼과 자주 다툰다. 카일은 스탠과 잘 지내며, 종종 에릭에 대해서 섭섭하게 여긴다.
카일은 밝은 사냥 모자 (혹은 우산카)와, 검은색으로 장식된 주머니가 있고, 초록색 깃이 있는 밝은 주황색 웃옷과, 풀색 바지와, 라임색 벙어리 장갑을 끼고 다닌다. 그는 모자를 벗은 모습을 보기가 드물다. 그러나, 모자 아래에는, 곱슬거리는 '유대-아프로' 스타일의 적갈색 머리가 있다.

## 종교
카일은 사우스 파크에 시나고그가 있는데도, 동급생중에서 유일한 유태인이다. 카일의 성은 시리즈에서 번갈아서 Broslovski, Broflofski, Broflovski, 그리고 Brovlofski 등으로 주어지는데, 대체적으로 인물들이 "Broflovski" or "Broslovski"를 많이 말한다. 이 이름은 맷 스톤의 어머니의 처녀시절의 성인 쉴라 벨라스코(Broslovski는 벨라스코를 선조가 미국으로 이사하면서 바뀌게 된 것이다.)를 따온 것이다. "Spontaneous Combustion" 에피소드에서 카일의 아버지 제랄드의 사무실 장면이 약간 보이게 된다 - 정면에서는 'Brovlofski'라 적혀저 있다. "Sexual Harassment Panda" 에피소드에서 그의 이름이 "Broflofski"로 보인다. 파커와 스톤은 카일의 성을 Broflovski로 확실히 정했고, 이 철자법은 "4th Grade", "Kenny Dies" 에피소드에 나오게 된다.
비록 그의 부모가 약간 주의 깊기는 하지만 카일은 그의 유태교에 대해서 두가지의 태도를 지니고 있다(맷 스톤의 어머니인, 쉴라 스톤은 세속적인 스파라딤 유태인이다). 이는 가톨릭을 믿는 친구들과 같기를 원하는 카일의 노력이 잘 반영되어 있다. 카일은 종종 그가 믿는 유대교를 자랑스러워하고 지키기도 한다. 그리고 그는 "유태인 스카우트"에 정상적으로 참석하기도 한다. 카일은 종종 그의 종교의 역사, 전통 및 의례에 빈약하다.
카일은 또한 종종 자아 혐호를 표현하기도 한다. 카일은 항상 유태인이 모든면에서 잘하고, 그리고 고정관념적인 유태인의 행동을 보면서 종종 심통을 부린다. 또한 카일은 "하느님 맙소사"를 다른 유태인보다, 그리고 그의 가톨릭 친구들보다 더 많이 사용한다. 그는 또한 기꺼이 그가 예수를 만나는 에피소드에서는 그를 인정하고 있다.

## 생활
그의 어머니인 쉴라 브로플로프스키는 카일을 과잉보호한다. 그는 장편영화 《사우스 파크: 더 크고, 더 길며, 자르지 않은》에서 테렌스와 필립의 R등급(19세 이하는 보호자와 동행)의 외설이 섞인 영화 때문에, 미국과 캐나다와의 전쟁을 부추긴다. "Cherokee Hair Tampons" 에피소드에서 쉴라는 카일이 당뇨병 때문에 신장 이식수술을 받아야 하는데도, 자연의학을 통해 치료하려고 한다. 스탠은 카일이 죽게 될거라는 것에서 당황을 했고, (케니의 많은 죽음에서는 방관하면서) 결국에는 카트먼을 속여서 그의 신장을 카일에게 기증하는 방법으로 그를 살리게 된다.
카일의 아버지인 제랄드의 직업은 변호사지만, 그들은 변호사가 직업인 토큰네 가족만큼 부자이지 않다(제랄드가 좋은 변호사가 아니라는 점도 있고, 그리고 도박 중독 문제도 있기 때문이라 예상된다.).
카일은 입양된 캐나다인 동생인 아이크가 있다. 카일은 그의 동생인 아이크와 매우 좋은 관계이다. 아이크는 가능한 카일의 주변을 따라오고, 카일은 일반적으로 여건이 되면 아이크의 형 역할을 하고 있다. 그리고 "kick the baby" (카일이 아이크 브로플로프스키를 축구공처럼 발로 차서 넣는 것)처럼 노는데도 불구하고, 카일은 그의 동생을 위험으로부터 지켜주려고 하고, 기회가 될 때마다 아이크에게 여러 방법으로 유태 신앙을 가르쳐 준다.
카일은 코네티컷에 사촌이 있다(그의 이름도 카일이다.)
사우스 파크의 아이들이 대부분 카트먼을 싫어하지만, 카일은 특히 강력하게 카트먼을 싫어한다. 이 불화는, 그들이 공유하는 테마이다. 카트먼과 카일은 카트먼은 카일이 카트먼의 반유태인 기질을 공격할때와, 그리고 카트먼이 카일이 말하는 뚱뚱하다는 것에서 종종 모욕을 바꾼다. 카트먼은 종종 카일을 압도하려고 한다. 그러나 대부분 논쟁에서 지게 된다. 여기에 대한 예외는 "Die, Hippie, Die" 에피소드인데, 카트먼이 히피 뮤직 페스티벌로부터 마을을 구하는내용인데, 여기서 카일은 카트먼이 학교 주차창에서 새 톤카 불도저를 하루종일 억지로 보고 있어야 했다. "Smug Alert" 에피소드 에서는 카일이 없어지자, 카트먼의 삶이 결여된것을 볼 수 있다. "Kenny Dies" 에피소드에서, 카일은 카트먼의 결여된 면을 보게 된다. 카트먼의 놀림에 쉽게 화내는데도 불구하고, 그가 아직도 친구이라고 생각한다는 것을 볼 수 있다.
카일은 케니와의 우정이 스탠과의 우정만큼 강하지 않다. 그리고 반대자(카트먼)에 대해서도 우정이 강하지 않다.
그와 스탠은 번갈아서 그들/이성의 목소리를 내는 지도자를 하고 있다(그들의 아버지가 지도자이거나, 일반적으로 도시에 있는 많은 히스테리를 선동할때). 카일은 재치가 있지만, 그의 친구인 스탠은 그것을 싫어한다. 스탠은 신중한 경향과 미심쩍은 상황에 대하여 관여하지 않을 것이다.
8시즌에서, 카일은 《패션 오브 크라이스트》에 대한 논쟁을 패러디한 "The Passion of the Jew"에피소드의 주인공이 되었다. 이 에피소드에서는 그는 변명으로 카트먼이 패션에 대해서 자꾸 말하기에 변명으로 보게 되었는데, 패션을 본 카일은 많은 충격과 고통을 받았다. 카일은 또한 "Cartman's Incredible Gift" 와 "Woodland Critter Christmas" 에피소드에 대해서 현저한 특징을 보여주었다. 그리고 2004년 10월 27일, 2004년 미국 대통령 선거를 기반으로 만든 "Douche and Turd" 에피소드에서, 카일은 PETA가 사우스 파크 초등학교의 마스코트에 대해 항의하였을 때, 거대한 관주기를 사우스 파크 초등학교의 새로운 마스코트로 만들기 위해서 캠페인을 벌였다.
2005년 5월 9일 "Mr. Garrison's Fancy New Vagina" 에피소드에서 카일은 전국 대회에서 농구하고 싶어했다. 그러나 코치는 그가 유태인이라는 사실 때문에 농구를 할 수 없다고 말하였다. 이에 실망한 카일은 흑인이 되기 위한 성형수술을 받게 되고, 그를 키가 큰 흑인으로 만들어주었다. 그러나, 수술은 실패로 돌아갔고, 오직 피부색만 바꿨을 뿐이다.
"South Park Is Gay!" 에피소드에서 카일의 친구들은 메트로섹슈얼이 쿨한 것이라고 느껴, 그를 메트로섹슈얼로 만들려고 하였다. 하지만 카일은 이에 반발하여 평상시처럼 옷을 입고 온다. 그래서 카일은 학교친구들에게 왕따를 당하게 되고, 카일은 게리슨 선생님과 그의 애인인 미스터 슬레이브와 같이 뉴욕으로 가서 "Queer Eye for the Straight Guy"의 진행자들을 죽이려고 한다. 그들은 Queer Eye people이 모두 세계 정복을 꿈꾸는 게인간임을 발견하게 된다.
"Two Days Before The Day After Tomorrow" 에피소드에서, 카트먼은 모든 유태인은 목에 금을 매고 있다고 믿고 카일에게 금을 내놓으라 위협한다.(유대인의 미끼 가방 뿐만 아니라). 이 편견에 대해 반어적으로 카일은 그가 지니고 있던 진짜 금을 던져버렸다.
카일은 카트먼이 특정한 목적을 이루기 위해 겉으로는 좋은 태도를 보이는 것을 몇 번이고 눈감아준다. 이것은 "Casa Bonita" 에피소드와, "Cartoon Wars Part I", "Kenny Dies" 등의 에피소드에서도 등장한다. 이는 카일의 공상적 낙천주의 때문이다. 때때로, 카일은 카트먼이 저지른 잘못들이 돌아올 것을 명확히 알고 있다.
카일의 도덕적인 가치관은 "Manberpig" 에피소드에서 볼 수 있다. 여기서 카일은 비록 카트먼에 대해 안좋은 기억이 많지만, 물에 빠진 카트먼의 생명을 구해준다. 하지만 "Butt Out" 에피소드에서 카트먼을 금연단체 회원들이 독살하려는 것을 막지는 않았다.
카일은 또한 당뇨병을 앓고 있다. "Cartmanland" 에피소드에서는 지독한 치질을 경험한다.

## 재능

### 운동
카일은 학교의 미식축구 팀에서 스타중의 한 사람이고("Big Gay Al's Big Gay Boat Ride" 에피소드), 또한 사우스 파크에서 나이 또래에 비해서 뛰어난 농구선수이다. 비록 그가 덴버 너겟츠에서 뛰고 싶었지만, 카일은 키카 크고, 흑인이 아니라는 "장애"를 경험하였다. 그래서 그는 성형수술로 그 단점을 고쳤다 (섬뜩한 결과는 "Mr. Garrison's Fancy New Vagina" 에피소드에 나와있다). 그가 제일 좋아하는 팀은 덴버 브롱코스이다.

### 음악
카일은 어쿠스틱 기타와 베이스 기타를 연주할 수 있다.("Hooked on Monkey Phonics"와 "Christian Rock Hard" 에피소드에서 볼 수 있다.). 플루트를 연주하는 장면이 "The Red Badge of Gayness" 에피소드에 나왔다. 카일은 리듬감각이 없어 춤을 잘 추지 못한다.("Rainforest Schmainforest" 에피소드에 나온다) 카일은 스탠과 케니와 함께 바이올린을 연주하였다.("Summer Sucks" 에피소드에 나온다.) 그리고 그는 친구들끼리 만든 보이밴드 "Fingerbang"의 멤버를 맡기도 했다. 카일은 또한 "The Brown Noise" 에피소드에서 리코더를 불었다.

### 컴퓨터
카일은 아주 능숙한 해커이다. 이 장면은 《사우스 파크: 더 크고, 더 길고 자르지 않은》에 나온다. 또한 "The Snuke" 에피소드를 통해 보면 카일은 뛰어난 인터넷 검색 실력도 가지고 있다.

### 무기
카일의 능력중에서 가장 놀라운 능력이다. 그는 총을 또래보다 잘 사용하는 것처럼 보인다. 카일은 "Towelie"에서 레이저 총을 효율적으로 잘 사용한다. "Wing" 에피소드에서, 카일은 헤클러&코흐 G36를 카트먼보다 더 잘 사용한다.

### 언어
"Cartman's Silly Hate Crime 2000" 에피소드에서, 카일은 피그 라틴게임에 유창하다. 또 "Roger Ebert Should Lay Off the Fatty Foods" 에피소드에서 하이쿠에 능한 모습을 보여줬다.